# Герт Йонке
Герт Йонке (на немски: Gert Jonke) с цяло име Герт Фридрих Йонке е австрийски поет, романист и драматург

## Биография
Герт Йонке завършва хуманитарна гимназия и консерваторията на провинция Каринтия в родния си град Клагенфурт. След като отбива военната си служба, изучава от 1966 г. германистика, история, философия и музикология във Виенския университет, а също слуша лекции в Академията за кино и телевизия.
През 1970 г. е сътрудник в отдела за радиодрама на Зюддойчер рундфунк. През 1970 г. заминава със стипендия за Западен Берлин, където остава пет години. Следва едногодишен престой в Лондон и продължителни пътувания в Близкия Изток и Южна Америка. След 1978 г. Йонке се установява във Виена и става писател на свободна практика.
През 1977 г. получава литературната „Награда Ингеборг Бахман“, а през 1987 г. – „Австрийската награда за художествена литература“.
Герт Йонке умира от рак на 4 януари 2009 г. на 62-годишна възраст и е погребан с почест във Виенското централно гробище.
В памет на писателя провинция Каринтия и град Клагенфурт учредяват през 2010 г. литературната награда „Герт Йонке“, която се присъжда на всеки две години. Лауреат на наградата през 2017 г. става Паул Ницон.

### Поезия и проза
- Geometrischer Heimatroman, 1969
- Beginn einer Verzweiflung, 1970
- Glashausbesichtigung, 1970
- Musikgeschichte, 1970
- Die Vermehrung der Leuchttürme, 1971
- Die Hinterhältigkeit der Windmaschinen oder Ein Schluck Gras löscht jeden Durst im Inland und im Ausland auch, 1972
- Im Inland und im Ausland auch, 1974
- Schule der Geläufigkeit, 1977
- Der ferne Klang, 1979
- Die erste Reise zum unerforschten Grund des stillen Horizonts, 1980
- Erwachen zum großen Schlafkrieg, 1982, 2011
- Schwarzbuch, 1984 (zusammen mit Sepp Schmölzer)
- Der Kopf des Georg Friedrich Händel, 1988
- Sanftwut oder Der Ohrenmaschinist 1990
- Opus 111, 1993
- Stoffgewitter, 1996
- Das Verhalten auf sinkenden Schiffen, 1997 (zusammen mit Ilse Aichinger)
- Es singen die Steine, 1998
- Himmelstraße – Erdbrustplatz oder Das System von Wien, 1999
- Insektarium, 2001
- Chorphantasie, 2003
- Redner rund um die Uhr, 2003
- Klagenfurt, 2004 (zusammen mit Siegfried Gutzelnig)
- Strandkonzert mit Brandung. Georg Friedrich Händel. Anton Webern. Lorenzo da Ponte, 2006
- Alle Stücke, 2008
- Alle Gedichte, 2010

### Пиеси
- Damals vor Graz, 1989
- Die Hinterhältigkeit der Windmaschinen
- Sanftwut oder Der Ohrenmaschinist, 1990
- Der Ohrenmaschinist, 1993/94
- Opus 111, 1993
- Gegenwart der Erinnerung, 1995
- Es singen die Steine, 1998
- Insektarium, 1999
- Die Vögel, 2002
- Chorphantasie, 2003
- Redner rund um die Uhr, 2004
- Seltsame Sache, 2005
- Die versunkene Kathedrale, 2005
- Sanftwut oder Der Ohrenmaschinist, 2006
- Freier Fall, 2008 [2]
- Platzen Plötzlich, 2008

### Радиодрама
- Der Dorfplatz, 1969
- Damals vor Graz, 1970
- Glashausbesichtigung, 1970
- Es gab Erzählungen, Erzählungen und Erzählungen, 1971
- Die Schreibmaschinen, 1972
- Wiederholung eines Festes, 1975
- Schule der Geläufigkeit, 1976
- Klavierstück, 1976
- Hörfunkenflug, 1979
- Im Schatten der Wetterfahne, 1986
- Sanftwut oder Der Ohrenmaschinist, 1992
- Opus 111, 1993

## Награди и отличия
- 1977: „Награда Ингеборг Бахман“
- 1980: „Марбургска литературна награда“ (поощрение)
- 1984: „Награда „манускрипте““
- 1987: „Австрийска награда за художествена литература“
- 1988: Preis der Frankfurter Autorenstiftung
- 1990–1993: Robert Musil|Robert-Musil-Stipendium
- 1991: Internationaler Bodensee-Kulturpreis
- 1993: Würdigungspreis der Stadt Wien
- 1993: „Награда Антон Вилдганс“
- 1997: „Награда Ерих Фрид“
- 1997: „Награда Франц Кафка“
- 1998: „Берлинска литературна награда“
- 2001: „Голяма австрийска държавна награда за литература“
- 2003: Nestroy-Theaterpreis Bester Autor von Chorphantasie
- 2005: „Награда Клайст“
- 2005: „Награда Артур Шницлер“
- 2006: Nestroy-Theaterpreis Bester Autor von Die versunkene Kathedrale
- 2008: Nestroy-Theaterpreis Bester Autor von Freier Fall